# Randstadspoorhalte

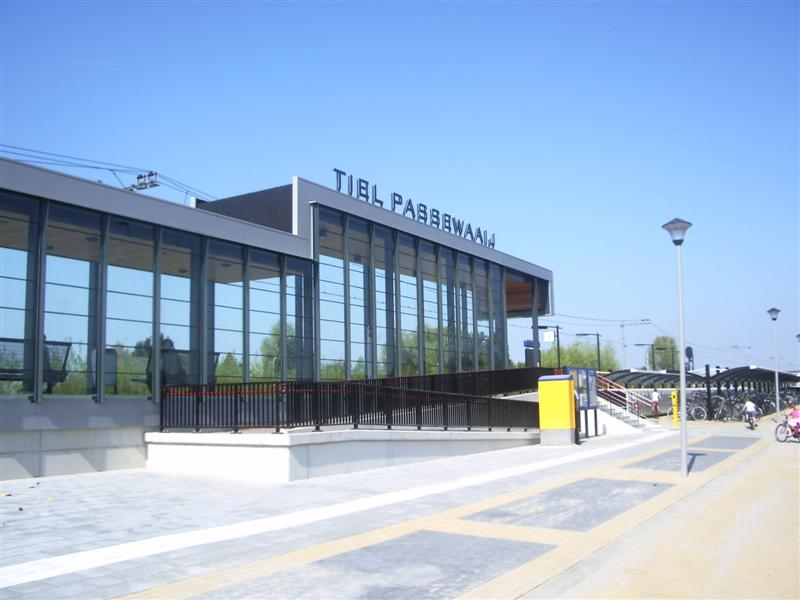
Station Tiel Passewaaij.

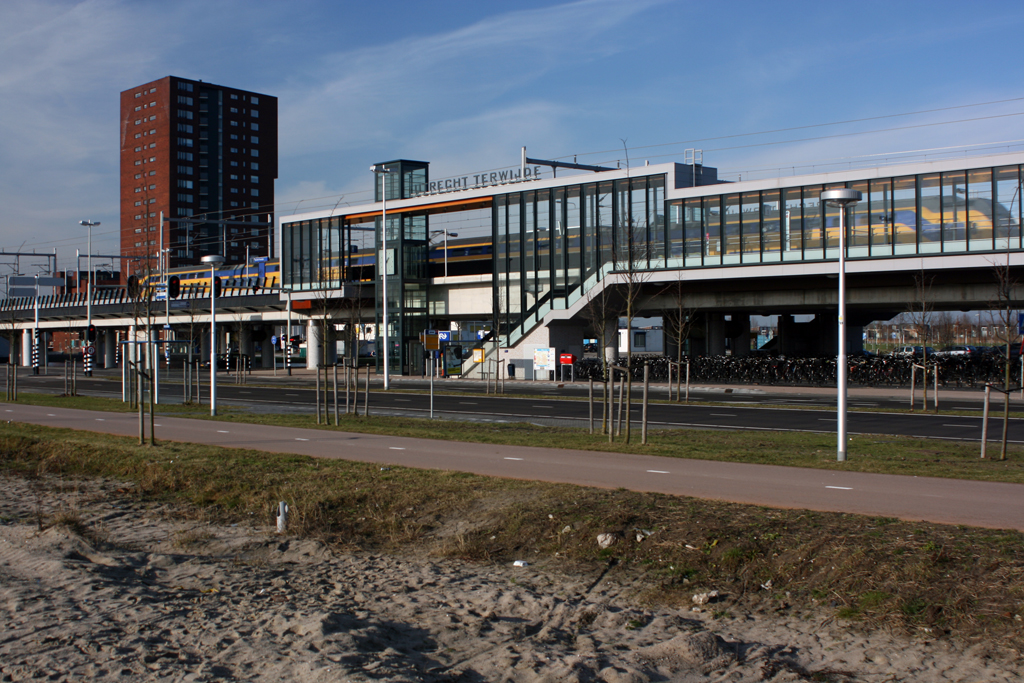
Station Utrecht Terwijde.

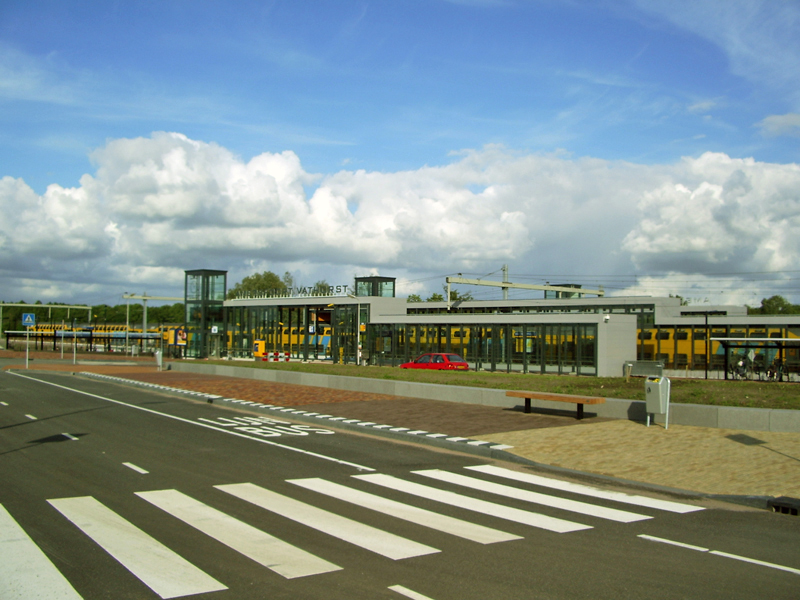
Station Amersfoort Vathorst.

De naam Randstadspoorhalte is een aanduiding voor het type stationsgebouw dat in het kader van het project Randstadspoor op een aantal plaatsen in de regio Utrecht tussen de periode 2006-2015 werd gebouwd. In de meeste gevallen ging het om nieuwe stations; op een aantal plaatsen werd een bestaand station vervangen door een Randstadspoorhalte.
Het ontwerp is van Nienke van Lune van ontwerpstudio StudioSK, en hoewel de stations qua vormgeving overeenkomen, bestaan er onderlinge verschillen. De stations bestaan uit een lange aluminium overkapping met hout aan de binnenkant en een gevel van glas. Omdat de meeste stations als het ware aan het spoor hangen, zijn de perrons via trappen of een glazen lift te bereiken. De aanwezigheid van het vele glas bevordert tevens de sociale veiligheid. Op de perronoverkapping staat in grote letters de naam van het station.
In 2006 werd station Amersfoort Vathorst als eerste van dit type geopend. Uiteindelijk waren er in 2016 zeven Randstadspoorhaltes geopend. Ook zijn er enkele bestaande stations gerenoveerd en daarmee omgedoopt tot Randstadspoorhaltes.

## Stations van het type Randstadspoorhalte
- Amersfoort Vathorst (2006)
- Tiel Passewaaij (2007)
- Utrecht Zuilen (2007)
- Utrecht Terwijde (2007-2010, vervanging tijdelijk station uit 2003)
- Vleuten (2007-2010, vervanging bestaand station)
- Houten Castellum (2010, vervanging tijdelijk station uit 2001)
- Utrecht Leidsche Rijn (2013)
- Utrecht Lunetten (2015, vervanging bestaand station)
- Utrecht Vaartsche Rijn (2016)

Douma (Beilen) · 
Eijs-Wittem ·
GLS ·
GOLS ·
Harmelen ·
Hemmen ·
HESM ·
KNLS ·
Loppersum ·
NCS ·
NFLS ·
NH ·
NOLS ·
Randstadspoorhalte ·
Sneek ·
Sextant ·
Staatsspoorwegen ·
Velsen-Zeeweg ·
Vierlingsbeek ·
Visvliet ·
Voorstadshalte ·
Woldjerspoor ·
WZ ·
ZB